# Naqschbandīya
Die Naqschbandīya bzw. Nakschibendi, auch Nakschinbandi, kurz für arabisch الطريقة النقشبندية, DMG aṭ-ṭarīqa an-Naqšbandīya, ist einer der zahlreichen Sufi-Orden (tariqa, Plural: ṭuruq) des Islam. Sie entstand im 14. Jahrhundert in Zentralasien und verbreitete sich in den darauf folgenden Jahrhunderten weiter. Ihr Gründer ist Baha-ud-Din Naqschband (1318–1389) aus Buchara (heute in Usbekistan). Von ihm leitet der Orden seine „spirituelle Kette“ über Amir Kulal (gestorben 1379), Abdul Khaliq Ghujduwani (gestorben 1120), Yusuf Hamadhani (gestorben 1140) und einen der vier „rechtgeleiteten“ Kalifen, Abu Bakr (gestorben 634), bis zum Propheten Mohammed (gestorben 632) ab.
Nach seinem Studium in Samarkand ging Baha-ud-Din Naqschband in die Stadt Nasaf, begegnete Amir Kulal und wurde dessen Schüler. Laut eigener Aussage war aber der Sufi-Scheich, der ihn am meisten beeinflusst hat, der lange verstorbene Abdul Khaliq Ghujduwani, der ihm in Visionen erschienen sei.

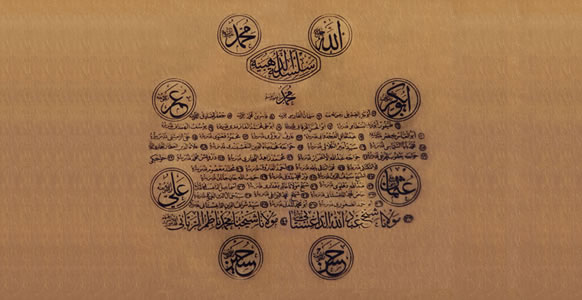
Die goldene Kette der 40 einander folgenden Großscheichs zeigt die lange Tradition des Naqschbandi-Ordens (arabisch)

## Lehre
Ghujduwanis Lehre wurde bekannt unter dem Namen „Der Weg der Lehrer“ (persisch طريق خواجگان, DMG ṭarīq-i ḫwāǧagān), in denen er die folgenden acht Prinzipien aufgestellt hatte, die Baha-ud-Din später als Bestandteil der Naqschbandi-Lehre übernahm:
1. husch dar dam (persisch هوش در دم, DMG hūš dar dam, ‚Bewusstsein im Atmen‘)
2. nazar bar qadam (persisch نظر بر قدم, DMG naẓar bar qadam, ‚Blick auf das Schreiten‘)
3. safar dar watan (persisch سفر در وطن, DMG safar dar waṭan, ‚Reise in der Heimat‘, auch innere mystische Reise)
4. chalwat dar andschuman (persisch خلوت در انجمن, DMG ḫalwat dar anǧuman, ‚Abgeschiedenheit in der Gemeinschaft‘)
5. yād kard (persisch ياد كرد, DMG yād-kard, ‚Gedenken [an Gott]‘)
6. bāz-gascht (persisch باز گشت, DMG bāz gašt, ‚Rückkehr [zu Gott]‘)
7. nigāh-dāscht (persisch نگاه داشت, DMG nigāh-dāšt, ‚Aufmerksamkeit [seinem Herzen gegenüber]‘)
8. yād dāscht (persisch ياد داشت, DMG yād-dāšt, ‚Erinnerung [an Gott]‘)

Der „Weg der Lehrer“, der tadschikische und turkmenische Muslime anzog, bildete ein wichtiges Element sozialer Integration im zentralasiatischen Islam, besonders unter der Herrschaft Timurs und seiner Nachkommen (von ca. 1370 bis 1507) in Samarkand, Buchara und Herat. In diese Zeit fiel auch der Aufstieg der Nachfolger Naqschbands, deren Gemeinschaft, die Naqschbandi, die übrigen Gemeinschaften, die sich durch die Gründung der Naqschbandi gebildet hatten, in den darauffolgenden Jahrhunderten teilweise verdrängte oder teilweise in sich aufnahm.
Die Naqschbandi zeigten sich mit ihrer Tendenz zur religiösen Durchdringung des Alltags und zur kontrollierten, schariagemäßen Lebensführung als weltzugewandte Gemeinschaft, die in vielen Gebieten großen politischen, wirtschaftlichen und kulturellen Einfluss gewann.
Nach dem Tod von Amir Kulal wurde Bahauddin Naqschband zu seinem Nachfolger. Die damaligen Derwische bildeten den Kern der Gruppe, die später zur Naqschbandi-Tariqa wurde.
Obwohl die Naqschbandi-Tariqa eher nüchtern geprägt ist und künstlerische Tätigkeiten (vor allem Musik und Sema, den „Tanz“ der Derwische; siehe auch Mevlevi) nicht in dem Umfang rezipierte wie andere Sufi-Orden, gehörten ihr die führenden Künstler am Herater Hof an. Bekannte Naqschbandi-Derwische waren beispielsweise die Poeten Dschami (gestorben 1492) und Mir Dard (gestorben 1785).

## Praktiken
Ein markanter Bestandteil der Naqschbandi-Tariqa ist das schweigende Dhikr („Gedenken an Gott“). Dieses ist dem lauten Dhikr entgegengesetzt, wie es bei den anderen Tariqas praktiziert wird und durch seine verschiedenartigen Gesänge und instrumentelle Begleitung auf viele Menschen attraktiv wirkt. Das schweigende Dhikr geht zurück auf eine Begebenheit des Propheten Muhammad, als dieser auf der Flucht vor seinen mekkanischen Verfolgern in einer Höhle Zuflucht sucht. Um sich nicht durch laute Stimmen zu verraten, weist der Prophet seinen einzigen Begleiter Abu Bakr in die Praktik des stillen Dhikr ein.
Eine weitere wichtige Eigenheit der Naqschbandi-Tariqa ist Suhbat (persisch صحبت, DMG ṣuḥbat, ‚Gespräch, Unterhaltung, [gesellschaftlicher] Umgang‘; von arabisch صحبة, DMG ṣuḥba ‚Freundschaft; Freunde‘; türkisch sohbet). Dies ist eine intime Unterhaltung zwischen dem Scheich und seinem Derwisch, die auf höchster geistiger Ebene geführt wird. Die Naqschbandis sind selber davon überzeugt, dass ihr Weg mit der exakten Einhaltung der religiösen Pflichten sie zur „Vollkommenheit des Prophetentums“ führen würde.

## Geschichte

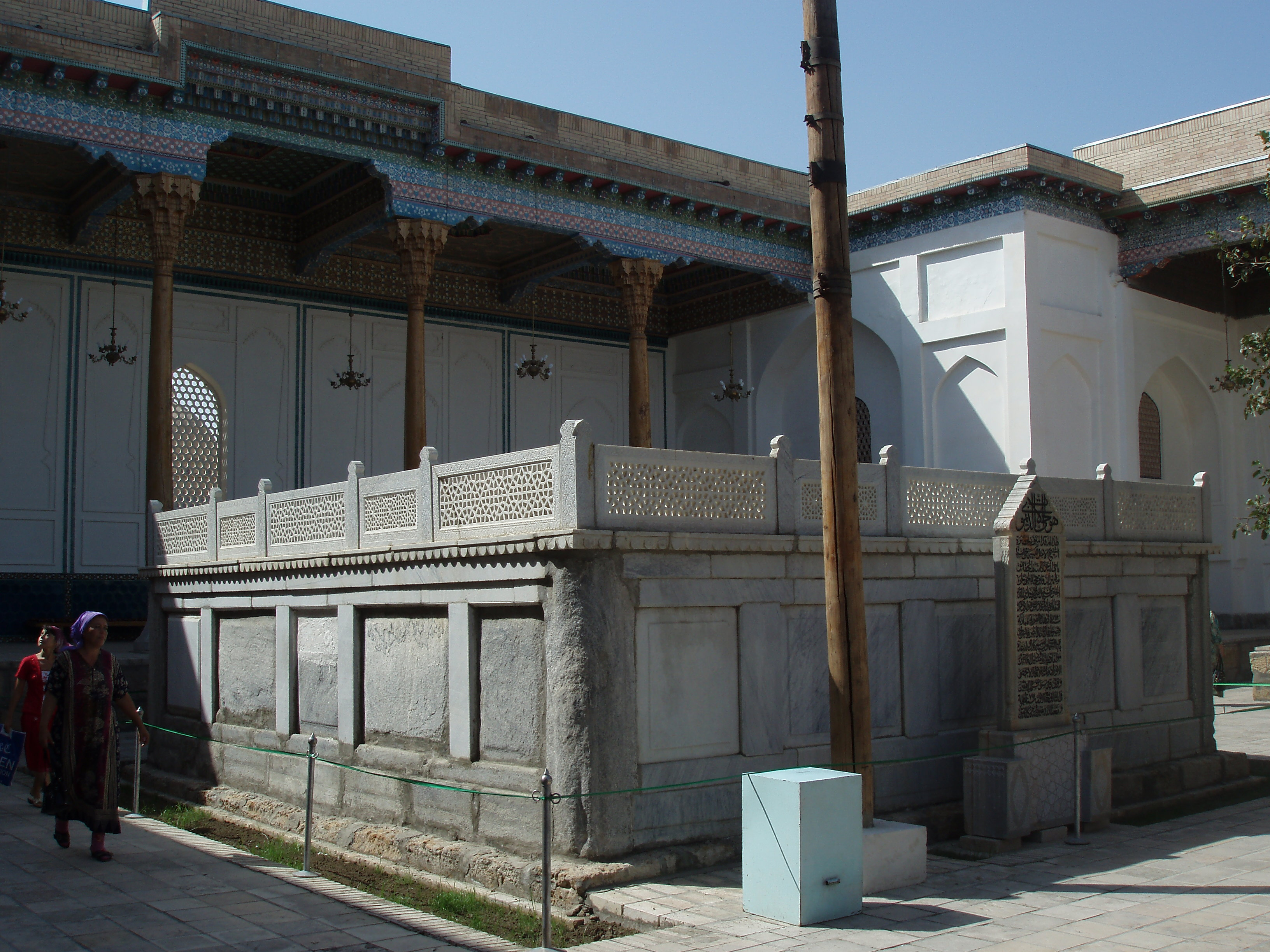
Mausoleum des Baha-ud-Din Naqschband in Buchara

Schon sehr früh mischten sich Mitglieder des Ordens in die zentralasiatische Politik ein, und nachdem im 15. Jahrhundert Ubaidullah Ahrar (gestorben 1490) die Leitung übernommen hatte, wurde Zentralasien zeitweilig von der Tariqa beherrscht. Er pflegte starke Beziehungen zu dem Timuriden-Fürsten Abu Said und zu den schaibanidischen Usbeken, was für die politische Entwicklung in der Mitte des 15. Jahrhunderts entscheidend war. Sogar im Mongolenreich gab es Mitglieder des Ordens, weil dort Yunus Khan Moghul ein Naqschbandi-Derwisch war.
Kurz vor 1600 gewann der Orden auch eine feste Stellung in Indien. Neben dem schon erwähnten Dichter Mir Dard war eine weitere Persönlichkeit aus der Stadt Delhi der bekannte Schah Waliullah (gestorben 1762), der zusätzlich der Qadiri-Tariqa angehört. Dieser verfertigte eine Koranübersetzung ins Persische, damit auch eine große Zahl nicht arabisch-sprechender Muslime dieses Buch verstehen und seinen Geboten folgen konnten.

## Gegenwart
Bis heute spielen die Naqschbandi eine bedeutende Rolle im religiösen Leben im Nahen Osten. Nach Anatolien wurde die Tariqa durch Molla Ilahi (gestorben 1409) gebracht, wo sie noch in der heutigen Türkei trotz des im Jahr 1925 erlassenen Verbots durch dessen Staatsgründer Atatürk, Derwisch-Zentren zu unterhalten, Anhänger hat. Dort unterhielten prominente Politiker wie Turgut Özal und Necmettin Erbakan enge Beziehungen zu dem Naqschbandi-Scheich Mehmed Zahid Kotku (gestorben 1980). Auch die Bildungsbewegungen der Nurcu Cemaati, der Süleymancılık und der Menzil-Gemeinde haben ihre Wurzeln in der Naqschbandi.
In Syrien stand der Großmufti des Landes, Ahmad Kaftaru (1912–2004), an der Spitze eines eigenen Zweiges dieser Bruderschaft, mit einem großen internationalen Bildungszentrum in Damaskus. Im Irak gingen Milizen der Naqschbandi 2007 eine Allianz mit den von Izzat Ibrahim ad-Duri geführten Resten der Baath-Partei ein; gemeinsam kämpften sie sowohl gegen die US-Besatzungstruppen und die von ihnen gestützte Regierung als auch gegen al-Qaida.
In Deutschland und in den USA sind besonders die Anhänger des zypriotischen Scheich Muhammad Nazim Adil al-Qubrusi al-Haqqani (1922–2014) aktiv. Er verfügt über einen größeren Zirkel deutscher Konvertiten zum Islam, die eigene Verlage unterhalten und seine Schriften in deutscher Übersetzung herausbringen. Außerdem sind sie in den Vereinen Haqqani Trust (Naqschbandi-Haqqani-Zweig) und dem Sufi Zentrum Rabbaniyya (Naqschbandi) organisiert. In den USA ist er mit einer eigenen Stiftung, der Haqqani Foundation, vertreten, die verschiedene Niederlassungen, einen Verlag und ein eigenes Studienzentrum in Michigan unterhält.
In Dagestan gibt es heute zwei Zweige der Naqschbandīya, die miteinander rivalisieren. Beide führen sie sich auf den kurdischen Scheich Maulānā Chālidī al-Baghdādī (gest. 1827) zurück, der als ein Reformer innerhalb des Ordens betrachtet wird. Seine Anhänger gründeten einen eigenen Zweig des Ordens, der Naqschbandīya Chālidīya genannt wird. In den 1820er Jahren schlossen sich erste dagestanische Gelehrte der Chālidīya an, so Ghāzī Muhammad (Imam 1828–1832) und Schāmil (Imam 1834–1859), die beide aus dem awarischen Bergdorf Gimry stammten und den Dschihad gegen Russland führten, dem sogenannten Muridenkrieg. In den letzten Jahren des Dschihad entstand ein neuer Zweig der Naqschbandīya in Dagestan, die sogenannte Mahmūdīya. Sie geht zurück auf die Lehren von Mahmūd al-Almalī (gest. 1877), einen dagestanischen Scheich aus dem Dorf Almalo im heutigen Aserbaidschan. Die Mahmūdīya-Scheiche nahmen nicht an dem Dschihad teil, weil sie ihn als sinnlos betrachteten. Die wichtigsten Autoritäten der Mahmūdīya waren der vielseitig gebildete Scheich, Qādī, Arzt und dschadidistische Denker Saifallāh-Qādī Bashlarov (gest. 1919) und sein Schüler Hasan al-Qāhī (gest. 1937).
In Usbekistan hat das historische Erbe der Naqschbandi nach dem Ende der Sowjetunion eine bedeutende Aufwertung erfahren. Ihre Ethik wird von offizieller Seite als zentrales Element der nationalen Kultur und als einheimisches Gegengewicht zu internationalen islamistischen Strömungen herausgestellt und propagiert. Das Grab von Bahauddin Naqschband bei Buchara ist zum Nationaldenkmal geworden. Es dient zugleich als internationales Pilgerzentrum für Naqschbandis aus aller Welt.

## Abstammungsketten einzelner Naqschbandīya-Orden
Die andauernden Bemühungen einiger interessierter Parteien, die Naqschbandīya als ein monolithisches Gebilde darzustellen, das einem bestimmten Scheich oder Großscheich verpflichtet sei, lassen sich mit Blick auf die unterschiedlichen, Silsila genannten geistigen Abstammungsketten (Übertragungslinien) schnell widerlegen. Im Lauf der Zeit gab es immer wieder Abspaltungen und Fraktionen, die sich zum Teil erneut mehrmals aufgespalten und einander die Loyalität aufgekündigt haben. Der Mujaddidiyya-Arm und der Khalidiyya-Arm mit ihren jeweils sehr unterschiedlichen Orden haben sich in der Geschichte der Naqschbandīya als die einflussreichsten Obergruppierungen entpuppt. Anhand der nachfolgenden Übersicht lässt sich exemplarisch nachvollziehen, warum z. B. der Orden um Nazım Kıbrısi und die Menzil-Cemaat als dem Khalidiyya-Arm zugehörig betrachtet werden, der Süleymancılar-Zweig jedoch nicht. Ferner gibt es noch eine Vielzahl weiterer Naqschbandīya-Orden, deren Abstammungsketten stark von jenen abweichen, die hier aufgeführt wurden. Die Tabelle hat daher keinen Anspruch auf Vollständigkeit und dient lediglich der Veranschaulichung.
| Rang | Mujaddidiyya                                   | Mujaddidiyya-Ghaffarî                             | Süleymancılar                                                  | Nazimiyye (Haqqani Foundation/Trust)           | Menzil-Cemaat                                  | Arvasi-Cemaat                                  | Erenköy-Cemaat                                 |
| ---- | ---------------------------------------------- | ------------------------------------------------- | -------------------------------------------------------------- | ---------------------------------------------- | ---------------------------------------------- | ---------------------------------------------- | ---------------------------------------------- |
| 1    | Mohammed                                       | Mohammed                                          | Mohammed                                                       | Mohammed                                       | Mohammed                                       | Mohammed                                       | Mohammed                                       |
| 2    | Abū Bakr ʿAbdallāh ibn Abī Quhāfa as-Siddīq    | Abū Bakr ʿAbdallāh ibn Abī Quhāfa as-Siddīq       | Abū Bakr ʿAbdallāh ibn Abī Quhāfa as-Siddīq                    | Abū Bakr ʿAbdallāh ibn Abī Quhāfa as-Siddīq    | Abū Bakr ʿAbdallāh ibn Abī Quhāfa as-Siddīq    | Abū Bakr ʿAbdallāh ibn Abī Quhāfa as-Siddīq    | Abū Bakr ʿAbdallāh ibn Abī Quhāfa as-Siddīq    |
| 3    | Salmān al-Fārisī                               | Salmān al-Fārisī                                  | Salmān al-Fārisī                                               | Salmān al-Fārisī                               | Salmān al-Fārisī                               | Salmān al-Fārisī                               | Salmān al-Fārisī                               |
| 4    | al-Qāsim ibn Muhammad ibn Abi Bakr as-Siddiq   | al-Qāsim ibn Muhammad ibn Abi Bakr as-Siddiq      | al-Qāsim ibn Muhammad ibn Abi Bakr as-Siddiq                   | al-Qāsim ibn Muhammad ibn Abi Bakr as-Siddiq   | al-Qāsim ibn Muhammad ibn Abi Bakr as-Siddiq   | al-Qāsim ibn Muhammad ibn Abi Bakr as-Siddiq   | al-Qāsim ibn Muhammad ibn Abi Bakr as-Siddiq   |
| 5    | Abū ʿAbd Allāh Dschaʿfar ibn Muhammad as-Sādiq | Abū ʿAbd Allāh Dschaʿfar ibn Muhammad as-Sādiq    | Abū ʿAbd Allāh Dschaʿfar ibn Muhammad as-Sādiq                 | Abū ʿAbd Allāh Dschaʿfar ibn Muhammad as-Sādiq | Abū ʿAbd Allāh Dschaʿfar ibn Muhammad as-Sādiq | Abū ʿAbd Allāh Dschaʿfar ibn Muhammad as-Sādiq | Abū ʿAbd Allāh Dschaʿfar ibn Muhammad as-Sādiq |
| 6    | Abū Yazīd Taifūr ibn ʿĪsā al-Bistāmī           | Abū Yazīd Taifūr ibn ʿĪsā al-Bistāmī              | Abū Yazīd Taifūr ibn ʿĪsā al-Bistāmī                           | Abū Yazīd Taifūr ibn ʿĪsā al-Bistāmī           | Abū Yazīd Taifūr ibn ʿĪsā al-Bistāmī           | Abū Yazīd Taifūr ibn ʿĪsā al-Bistāmī           | Abū Yazīd Taifūr ibn ʿĪsā al-Bistāmī           |
| 7    | Abu al-Hassan Ali ibn Ahmad al-Kharaqāni       | Abu al-Hassan Ali ibn Ahmad al-Kharaqāni          | Abu al-Hassan Ali ibn Ahmad al-Kharaqāni                       | Abu al-Hassan Ali ibn Ahmad al-Kharaqāni       | Abu al-Hassan Ali ibn Ahmad al-Kharaqāni       | Abu al-Hassan Ali ibn Ahmad al-Kharaqāni       | Abu al-Hassan Ali ibn Ahmad al-Kharaqāni       |
| 8    | Abu Ali al-Farmadi                             | Abul Qāsim Gurgānī                                | Abu Ali al-Farmadi                                             | Abu Ali al-Farmadi                             | Abu Ali al-Farmadi                             | Abu Ali al-Farmadi                             | Abu Ali al-Farmadi                             |
| 9    | Abu Yaqub Yusuf Hamdani                        | Abu Ali al-Farmadi                                | Abu Yaqub Yusuf Hamdani                                        | Abu Yaqub Yusuf Hamdani                        | Abu Yaqub Yusuf Hamdani                        | Abu Yaqub Yusuf Hamdani                        | Abu Yaqub Yusuf Hamdani                        |
| 10   | Abdul Khaliq al-Ghujdawani                     | Abu Yaqub Yusuf Hamdani                           | Abdul Khaliq al-Ghujdawani                                     | Abul Abbas al-Khidr                            | Abdul Khaliq al-Ghujdawani                     | Abdul Khaliq al-Ghujdawani                     | Abdul Khaliq al-Ghujdawani                     |
| 11   | Ārif Riwgarī                                   | Abdul Khaliq al-Ghujdawani                        | Ārif Riwgarī                                                   | Abdul Khaliq al-Ghujdawani                     | Ārif Riwgarī                                   | Ārif Riwgarī                                   | Ārif Riwgarī                                   |
| 12   | Mahmoud al-Anjir al-Faghnawi                   | Ārif Riwgarī                                      | Mahmoud al-Anjir al-Faghnawi                                   | Ārif Riwgarī                                   | Mahmoud al-Anjir al-Faghnawi                   | Mahmoud al-Anjir al-Faghnawi                   | Mahmoud al-Anjir al-Faghnawi                   |
| 13   | Ali ar-Ramitani                                | Mahmoud al-Anjir al-Faghnawi                      | Ali ar-Ramitani                                                | Mahmoud al-Anjir al-Faghnawi                   | Ali ar-Ramitani                                | Ali ar-Ramitani                                | Ali ar-Ramitani                                |
| 14   | Muhammad Baba Sammasi                          | Ali ar-Ramitani                                   | Muhammad Baba Sammasi                                          | Ali ar-Ramitani                                | Muhammad Baba Sammasi                          | Muhammad Baba Sammasi                          | Muhammad Baba Sammasi                          |
| 15   | Amir Kulal                                     | Muhammad Baba Sammasi                             | Amir Kulal                                                     | Muhammad Baba Sammasi                          | Amir Kulal                                     | Amir Kulal                                     | Amir Kulal                                     |
| 16   | Baha-ud-Din Naqschband Buchari                 | Amir Kulal                                        | Baha-ud-Din Naqschband Buchari                                 | Amir Kulal                                     | Baha-ud-Din Naqschband Buchari                 | Baha-ud-Din Naqschband Buchari                 | Baha-ud-Din Naqschband Buchari                 |
| 17   | ‘Ala’uddin al-Attar                            | Baha-ud-Din Naqschband Buchari                    | ‘Ala’uddin al-Attar                                            | Baha-ud-Din Naqschband Buchari                 | ‘Ala’uddin al-Attar                            | ‘Ala’uddin al-Attar                            | ‘Ala’uddin al-Attar                            |
| 18   | Yaqub al-Charkhi                               | ‘Ala’uddin al-Attar                               | Yaqub al-Charkhi                                               | ‘Ala’uddin al-Attar                            | Yaqub al-Charkhi                               | Yaqub al-Charkhi                               | Yaqub al-Charkhi                               |
| 19   | Ubaidullah Ahrar                               | Yaqub al-Charkhi                                  | Ubaidullah Ahrar                                               | Yaqub al-Charkhi                               | Ubaidullah Ahrar                               | Ubaidullah Ahrar                               | Ubaidullah Ahrar                               |
| 20   | Muḥammad Zāhid Wakhshī                         | Ubaidullah Ahrar                                  | Muḥammad Zāhid Wakhshī                                         | Ubaidullah Ahrar                               | Muḥammad Zāhid Wakhshī                         | Muḥammad Zāhid Wakhshī                         | Muḥammad Zāhid Wakhshī                         |
| 21   | Darwish Muhammad as-Samarqandi                 | Muḥammad Zāhid Wakhshī                            | Darwish Muhammad as-Samarqandi                                 | Muḥammad Zāhid Wakhshī                         | Darwish Muhammad as-Samarqandi                 | Darwish Muhammad as-Samarqandi                 | Darwish Muhammad as-Samarqandi                 |
| 22   | Muhammad al-Amkanagi                           | Darwish Muhammad as-Samarqandi                    | Muhammad al-Amkanagi                                           | Darwish Muhammad as-Samarqandi                 | Muhammad al-Amkanagi                           | Muhammad al-Amkanagi                           | Muhammad al-Amkanagi                           |
| 23   | Razi-ud-Din Muhammad Baqi Billah               | Muhammad al-Amkanagi                              | Razi-ud-Din Muhammad Baqi Billah                               | Muhammad al-Amkanagi                           | Razi-ud-Din Muhammad Baqi Billah               | Razi-ud-Din Muhammad Baqi Billah               | Razi-ud-Din Muhammad Baqi Billah               |
| 24   | Imâm Rabbânî Ahmad al-Farūqī al-Sirhindī       | Razi-ud-Din Muhammad Baqi Billah                  | Imâm Rabbânî Ahmad al-Farūqī al-Sirhindī                       | Razi-ud-Din Muhammad Baqi Billah               | Imâm Rabbânî Ahmad al-Farūqī al-Sirhindī       | Imâm Rabbânî Ahmad al-Farūqī al-Sirhindī       | Imâm Rabbânî Ahmad al-Farūqī al-Sirhindī       |
| 25   | Adam Banuri                                    | Imâm Rabbânî Ahmad al-Farūqī al-Sirhindī          | Imām Muhammad Ma'sūm Fārūqī al-Sirhindī                        | Imâm Rabbânî Ahmad al-Farūqī al-Sirhindī       | Imām Muhammad Ma'sūm Fārūqī al-Sirhindī        | Imām Muhammad Ma'sūm Fārūqī al-Sirhindī        | Imām Muhammad Ma'sūm Fārūqī al-Sirhindī        |
| 26   | Sayyid Abdullah Akbarabadi                     | Imām Muhammad Ma'sūm Fārūqī al-Sirhindī           | Muhammad Sayfuddin al-Faruqi al-Mujaddidi                      | Imām Muhammad Ma'sūm Fārūqī al-Sirhindī        | Muhammad Sayfuddin al-Faruqi al-Mujaddidi      | Muhammad Sayfuddin al-Faruqi al-Mujaddidi      | Muhammad Sayfuddin al-Faruqi al-Mujaddidi      |
| 27   | Shah ‘Abd ar-Rahim                             | Muhammad Sayfuddin al-Fārūqī al-Mujaddidi         | Nūr Muhammad Badāyūni                                          | Muhammad Sayfuddin al-Faruqi al-Mujaddidi      | Nūr Muhammad Badāyūni                          | Nūr Muhammad Badāyūni                          | Nūr Muhammad Badāyūni                          |
| 28   | Schah Waliullah                                | Muhammad Mohsin ad-Dehlavī                        | Shamsuddīn Habībullāh Mirzā Mazhar Jān-i Jānān                 | Nūr Muhammad Badāyūni                          | Shamsuddīn Habībullāh Mirzā Mazhar Jān-i Jānān | Shamsuddīn Habībullāh Mirzā Mazhar Jān-i Jānān | Shamsuddīn Habībullāh Mirzā Mazhar Jān-i Jānān |
| 29   | Shah ‘Abd al-Aziz                              | Nūr Muhammad Badāyūni                             | Abdullah Ghulam Ali Dehlavi                                    | Shamsuddīn Habībullāh Mirzā Mazhar Jān-i Jānān | Abdullah Ghulam Ali Dehlavi                    | Abdullah Ghulam Ali Dehlavi                    | Abdullah Ghulam Ali Dehlavi                    |
| 30   | Ahmad Shahid                                   | Shamsuddīn Habībullāh Mirzā Mazhar Jān-i Jānān    | Hâfız Ebû Saîd Sâhib                                           | Abdullah Ghulam Ali Dehlavi                    | Khalid al-Baghdadi                             | Khalid al-Baghdadi                             | Khalid al-Baghdadi                             |
| 31   | Sufi Nur Muhammad                              | Abdullah Ghulam Ali Dehlavi                       | Habîbullah Jân-ı Jânan                                         | Khalid al-Baghdadi                             | Abdullah Hakkârî                               | Tâhâ-yı Hakkâri                                | Tâhâ-yı Hakkâri                                |
| 32   | Sufi Fatih ‘Ali Uwaysi                         | Abū-Saʿīd Fārūqī al-Mujaddidī                     | Muhammed Mazhar Îşân Jân-ı Jânan                               | Ismail Muhammad ash-Shirwani                   | Tâhâ Hakkârî                                   | Fehim-i Arvâsi                                 | Tâhâ'l Hariri                                  |
| 33   | Maulana Ghulam Salmani                         | Ahmed Saʿīd Fārūqī al-Mujaddidī                   | Salâhuddin İbn-i Mevlânâ Sirâcüddin                            | Khas Muhammad Shirwani                         | Sıbgatullah Arvâsî                             | Abdülhakim-i Arvâsi                            | Muhammed Es'ad Erbili                          |
| 34   | ‘Abd al-Bari Shah                              | Hājī Dost Muhammad Qandahārī                      | Ebu’l-Fârûk Süleyman Hilmi Silistrevî (Süleyman Hilmi Tunahan) | Muhammad Effendi al-Yaraghi Abdurrahman Tâhî   |                                                | Hüseyin Hilmi Işik                             | Mahmud Sami Ramazanoğlu                        |
| 35   | Hamid Hassan ‘Alawi                            | Muhammad Usmān Dāmānī                             |                                                                | Jamaluddin al-Ghumuqi al-Husayni               | Fethullah Verkânisî                            |                                                | Musa Topbaş                                    |
| 36   | Muhammad Sa’id Khan                            | Laal Shāh Hamdānī                                 |                                                                | Abu Ahmad as-Sughuri                           | Muhammed Diyâeddin Nurşînî                     |                                                |                                                |
| 37   | Azad Rasool                                    | Muhammad Sirāj ad-Dīn                             |                                                                | Abu Muhammad al-Madani                         | Ahmed Haznevî                                  |                                                |                                                |
| 38   | Hamid Hasan                                    | Pīr Muhammad Fazal Alī Shāh Qureshī               |                                                                | Sharafuddin ad-Daghestani                      | Abdülhakim Bilvânisî                           |                                                |                                                |
| 39   |                                                | Muhammad Abdul Ghaffār, alias Pīr Mithā           |                                                                | Abdullah al-Fa’iz ad-Daghestani                | Muhammed Râşid                                 |                                                |                                                |
| 40   |                                                | Allāh Bakhsh Abbāsī Ghaffārī, alias Sohnā Sāeen   |                                                                | Muhammad Nazim Adil al-Haqqani (Nazım Kıbrısi) | Sheykh Seyyid Abdul-Baqi El-Husseyni           |                                                |                                                |
| 41   |                                                | Muhammad Tāhir Abbāsī Bakhshī, alias Sajjan Sāeen |                                                                | Muhammad Mehmet Adil                           |                                                |                                                |                                                |

## Bekannte Naqschbandi
- Khwaja Khawand Mahmud (1563–1642), Gelehrter und Sufi-Heiliger
- Sayyid Mir Jan, Heiliger und Nachkomme von Khwaja Khawand Mahmud in achter Generation.
- Annette Kaiser, Schülerin von Irina Tweedie
- Irina Tweedie, Autorin von Der Weg durchs Feuer
- Llewellyn Vaughan-Lee, Schüler von Irina Tweedie
- Scheich Muhammad Nazim Adil al-Qubrusi al-Haqqani
- Scheich Said, kurdischer geistlicher Führer
- Scheich Ubeydallah, kurdischer Führer
- Süleyman Hilmi Tunahan, Gelehrter und Gründer der Süleymancılar
- Turgut Özal, ehemaliger Ministerpräsident der Türkei
- Cübbeli Ahmet Hoca, Prediger in der Türkei

## Belege
1. ↑  Vgl. entsprechenden Abschnitt des gleichnamigen persischen Wikipedia-Artikels
2. ↑  Vgl. Junker/Alavi: Persisch-deutsches Wörterbuch, Leipzig/Teheran 1970, S. 480
3. ↑  Vgl. H. Wehr: Arabisches Wörterbuch, Wiesbaden 1968, S. 458.
4. ↑  Vgl. Michael Kemper: The Discourse of Said-Afandi, Daghestan's foremost Sufi master. In: Alfrid K. Bustanov, Michael Kemper (Hrsg.): Islamic Authority and the Russian Language. Studies on Texts from European Russia, the North Caucasus and West Siberia (= Pegasus Oost-Europese Studies. 19). Pegasus, Amsterdam 2012, ISBN 978-90-6143-370-5, S. 167–218, hier S. 168–170.
5. ↑  Silsila der Mujaddidiyya, abgerufen am 23. September 2015
6. ↑  Silsila der Mujaddidiyya-Ghaffarî, abgerufen am 23. September 2015
7. ↑  Silsila (Memento des Originals vom 25. September 2015 im Internet Archive)  Info: Der Archivlink wurde automatisch eingesetzt und noch nicht geprüft. Bitte prüfe Original- und Archivlink gemäß Anleitung und entferne dann diesen Hinweis. der Süleymancılar, abgerufen am 23. September 2015
8. ↑  Silsila der Nazimiyye (Haqqani Foundation/Trust), abgerufen am 23. September 2015
9. ↑  Silsila der Menzil-Cemaat, abgerufen am 23. September 2015
10. ↑  Silsila der Arvasi-Cemaat, abgerufen am 23. September 2015